# Garden Ridge
Garden Ridge és una ciutat del Comtat de Comal a l'estat de Texas. Segons el cens del 2000 tenia 1.882 habitants.

## Demografia
Segons el cens del 2000, Garden Ridge tenia 1.882 habitants, 704 habitatges, i 622 famílies. La densitat de població era de 92,2 habitants per km².
Dels 704 habitatges en un 29,7% hi vivien nens de menys de 18 anys, en un 83,7% hi vivien parelles casades, en un 3,8% dones solteres, i en un 11,6% no eren unitats familiars. En el 9,2% dels habitatges hi vivien persones soles el 4,7% de les quals corresponia a persones de 65 anys o més que vivien soles. El nombre mitjà de persones vivint en cada habitatge era de 2,67 i el nombre mitjà de persones que vivien en cada família era de 2,85.
Per edats la població es repartia de la següent manera: un 22,5% tenia menys de 18 anys, un 4,1% entre 18 i 24, un 18,3% entre 25 i 44, un 40,1% de 45 a 60 i un 14,9% 65 anys o més.
L'edat mediana era de 47 anys. Per cada 100 dones de 18 o més anys hi havia 96 homes.
Entorn de l'1,6% de les famílies i l'1,8% de la població estaven per davall del llindar de pobresa.

## Poblacions properes
El següent diagrama mostra les poblacions més properes.